# Erzbistum Lemberg
Das Erzbistum Lemberg (lateinisch Archidioecesis Leopolitana Latinorum, ukrainisch Львівська архідієцезія) ist ein römisch-katholisches Erzbistum in der Ukraine mit Sitz in Lwiw (dt. Lemberg). Der Kirchensprengel im Westen des Landes umfasst heute die Oblaste Lwiw, Ternopil, Iwano-Frankiwsk und Tscherniwzi.

## Geschichte
Um 1361 errichtete König Kasimir der Große von Polen eine Reihe von Bistümern, unter anderem in Halytsch, nachdem er das Fürstentum Galizien-Wolhynien unterworfen hatte. Um 1412 wurde der (Erz-)Bischofssitz von Halytsch nach Lemberg verlegt. Suffraganbistümer waren zu dieser Zeit Przemyśl, Chełm, Luzk, Kamjanez und Kiew. Im 14. Jahrhundert umfasste das Erzbistum Lemberg etwa 12 bis 16 Pfarrgemeinden, im 15. entstanden über 60 neue Pfarreien. Der Bischof Jan Dymitr Solikowski (1583–1603) endete definitiv die Reformation im Erzbistum. Vor 1772 gab es insgesamt um 170 römisch-katholische Pfarrsitze. 1772/95 fielen die westlichen Teile der Erzdiözese mit Lemberg, Przemyśl und Chełm in den Teilungen Polens an Habsburg. Die östlichen Teile der Erzdiözese mit Luzk, Kamjanez und Schytomyr fielen an Russland und wurden in das neu gegründete Erzbistum Mahiljou eingegliedert. 1817/18 wurde das Bistum Lublin (seit 1805 anstelle Chełm) in die Erzdiözese Warschau ausgegliedert.
Im Königreich Galizien und Lodomerien (1861–1918) verfügte der Erzbischof von Lemberg über eine Virilstimme im Galizischen Landtag. Der Erzbischof von Lemberg trug den Titel Primas von Galizien und Lodomerien.
Ab 1946 residierte Erzbischof Eugeniusz Baziak in Lubaczów in dem bei Polen verbliebenen Teil des Bistumsgebiets. Seine Nachfolger übten ab 1962 das Amt als Apostolischer Administrator aus. Der letzte dieser Administratoren Marian Jaworski wurde 1991 wieder zum Erzbischof ernannt und bezog wieder seine Residenz in Lwiw. Zugleich wurde der polnische Teil des Bistumsgebiets endgültig abgetrennt und als Bistum Zamość-Lubaczów Suffraganbistum des Erzbistums Przemyśl.
Suffraganbistümer des Erzbistums Lemberg sind heute alle römisch-katholischen Bistümer der Ukraine, also Kamjanez-Podilskyj, Charkiw-Saporischschja, Kiew-Schytomyr, Luzk, Mukatschewe und Odessa-Simferopol.

## Einzelnachweise

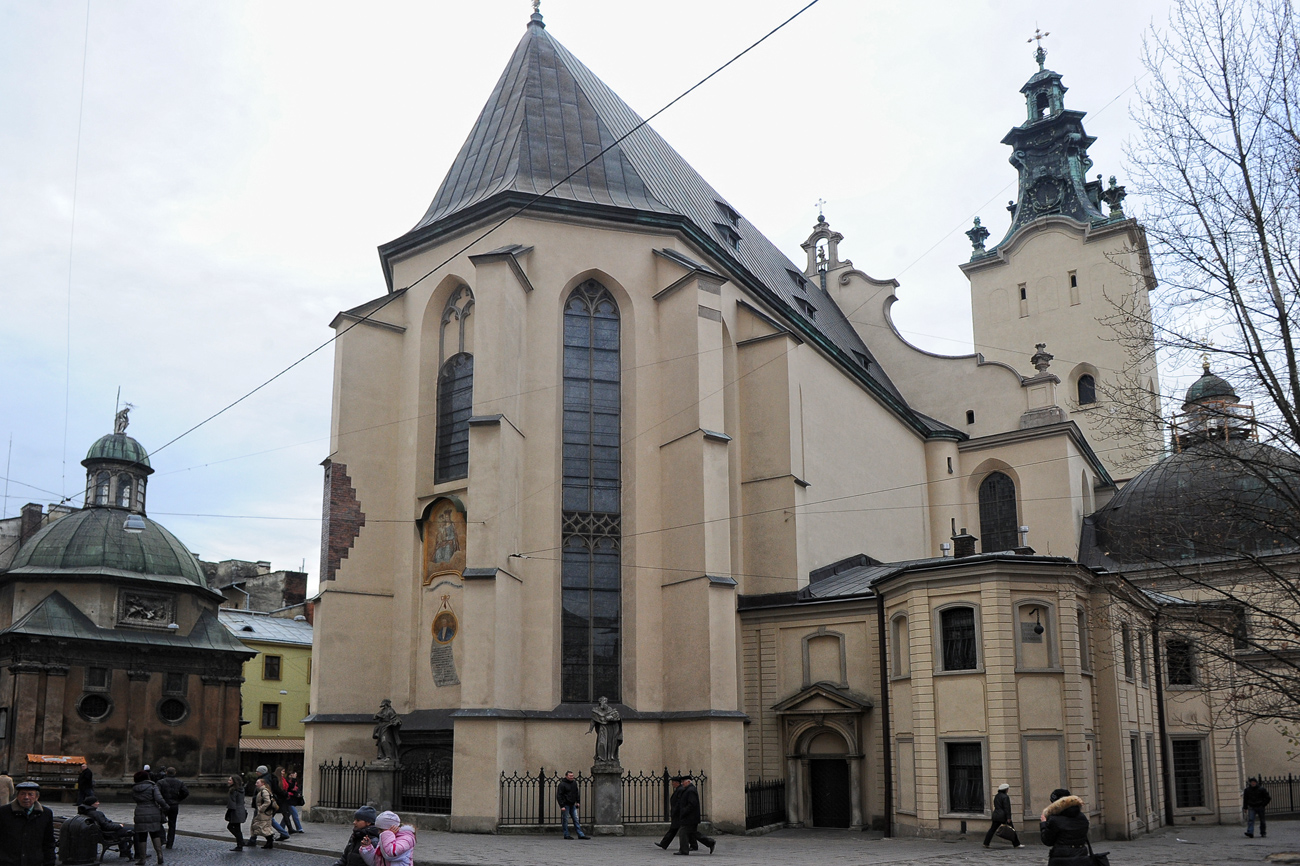
Kathedrale Mariä Himmelfahrt zu Lemberg